# غوردان بتريتش
غوردان بتريتش (بالسيريلية الصربية: Гордан Петрић) هو لاعب كرة قدم ومدرب كرة قدم صربي في مركز الدفاع، ولد في 30 يوليو 1969 في بلغراد في صربيا. شارك مع منتخب يوغوسلافيا لكرة القدم. أما مع النوادي، فقد لعب مع أيك أثينا ودندي يونايتد وكريستال بالاس ونادي أو إف كيه بيوغراد ونادي بارتيزان ونادي دندي ونادي رينجرز وهارت أوف ميدلوثيان.

## وصلات خارجية
- غوردان بتريتش على موقع الاتحاد الدولي (مؤرشف)  (الإنجليزية)
- غوردان بتريتش على موقع قاعدة بيانات كرة القدم.إي يو (الإنجليزية)
- غوردان بتريتش على موقع ناشيونال فوتبول تيمز (الإنجليزية)
- غوردان بتريتش على موقع Soccerbase.com (لاعب) (الإنجليزية)
- غوردان بتريتش على موقع عالم كرة القدم.نت (الإنجليزية)